# Strike Fighters: Project 1
Strike Fighters: Project 1 est un jeu vidéo de simulation de vol de combat développé par Third Wire Productions et édité par Strategy First, sorti en 2002 sur Windows.
Il a pour suite Strike Fighters 2.

## Accueil
- Jeux vidéo Magazine : 10/20[1]